# Zlínský chodník slávy

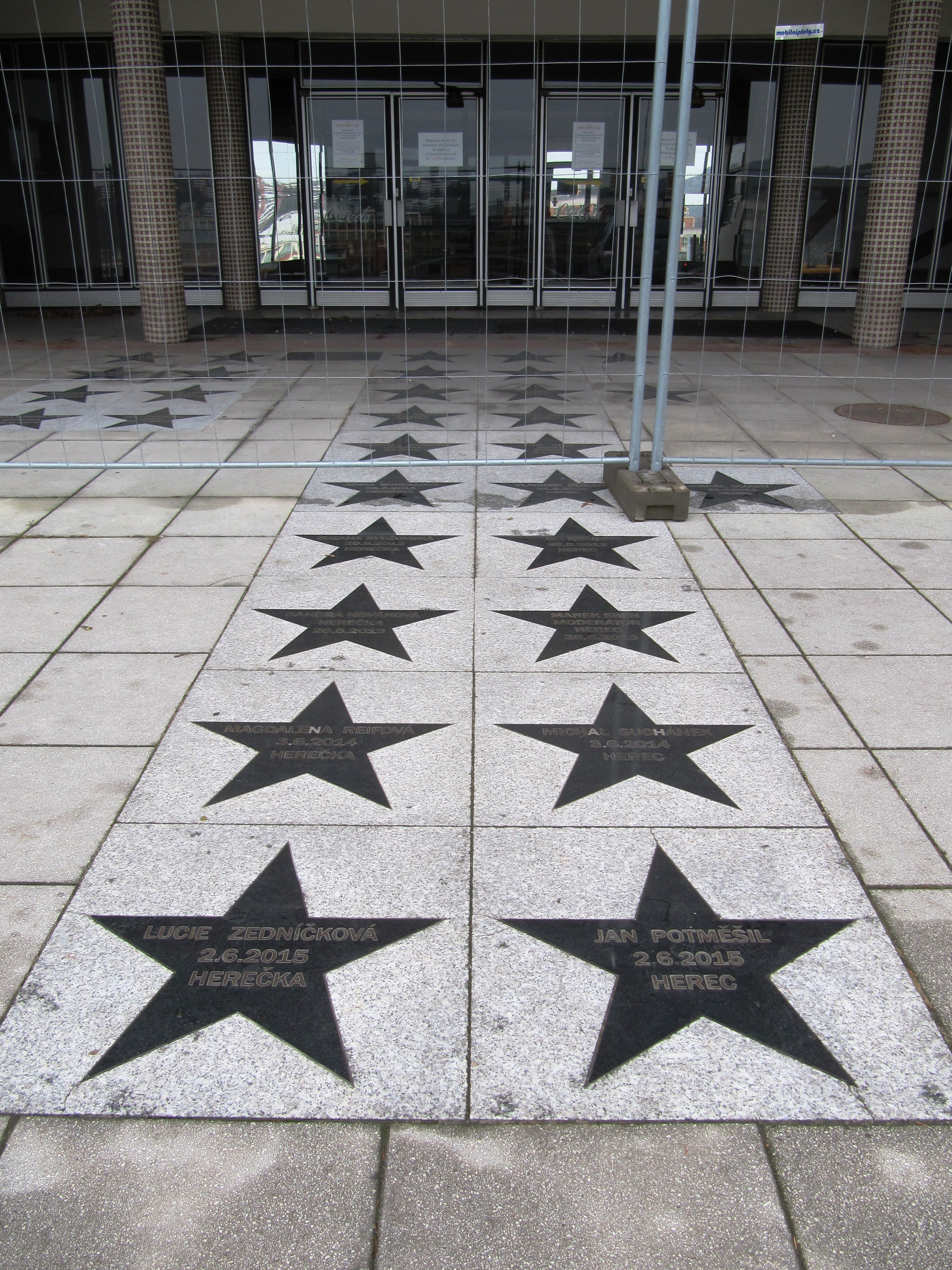
Pohled na Zlínský chodník slávy

Zlínský chodník slávy se nachází před Velkým kinem ve Zlíně. V kině se od r. 1961 konával Mezinárodní festival filmů pro děti a mládež, nejstarší a největší filmový festival věnovaný filmům pro děti a mládež. Od r. 2016, z důvodu havarijního stavu budovy, je Velké kino uzavřeno. Rekonstrukce dle sdělení Magistrálu je naplánovaná na r. 2023. 
Každý rok přibudou na chodníku dvě nebo tři hvězdy. Tu úplně první hvězdu, symbolicky, vlastní legenda dětského herectví, Tomáš Holý.
S myšlenkou chodníku přišel Vítek Pokorný a jeho patronem je Vendula Svobodová.

## Seznam oceněných
- 2006 Tomáš Holý (in memoriam), Žaneta Fuchsová, Michal Kocourek
- 2007 Mahulena Bočanová, Ivan Jandl (in memoriam)[1]
- 2008 Dana Morávková, Jan Čenský, Lucie Vondráčková
- 2009 Tereza Brodská, Ondřej Kepka
- 2010 Michaela Kuklová, Filip Renč
- 2011 Jiřina Bohdalová, Michal Dlouhý, Vladimír Dlouhý (in memoriam)
- 2012 Zuzana Bydžovská, Jan Kraus
- 2013 Sandra Nováková, Marek Eben
- 2014 Magda Reifová, Michal Suchánek
- 2015 Lucie Zedníčková, Jan Potměšil
- 2016 Klára Pollertová-Trojanová, Jiří Strach
- 2017 Karel Smyczek, Pavlína Mourková
- 2018 Ivana Andrlová, Maroš Kramár
- 2019 Helena Vondráčková, Jan Hrušínský
- 2020 Vojtěch Kotek, Jiří Mádl
- 2021 Anna Geislerová, Klára Issová[2]
- 2022 Barbora Seidlová, Jan Šťastný[3][4]
- 2023 Tereza Ramba, Jan Cina[5]
- 2024 Tatiana Dyková, Petr Forman, Matěj Forman
- 2025 Linda Rybová, Saša Rašilov